# Condac
Condac – miejscowość i gmina we Francji, w regionie Nowa Akwitania, w departamencie Charente.
Według danych na rok 1990 gminę zamieszkiwało 429 osób, a gęstość zaludnienia wynosiła 45 osób/km² (wśród 1467 gmin regionu Poitou-Charentes Condac plasuje się na 606. miejscu pod względem liczby ludności, natomiast pod względem powierzchni na miejscu 855.).